# Гросхаррас
Гросхаррас (нем. Großharras) — ярмарочная коммуна (нем. Marktgemeinde) в Австрии, в федеральной земле Нижняя Австрия. 
Входит в состав округа Мистельбах.  Население составляет 1172 человека (на 31 декабря 2005 года). Официальный код  —  31616.

## География
Занимает площадь 42,65 км².

## Политическая ситуация
Бургомистр коммуны — Франц Брайндль (АНП) по результатам выборов 2005 года.
Совет представителей коммуны (нем. Gemeinderat) состоит из 19 мест:
- АНП занимает 13 мест.
- СДПА занимает 6 мест.